# ری وایت
ری وایت (انگلیسی: Ray White؛ زادهٔ ) یک موسیقی‌دان اهل ایالات متحده آمریکا است. 